# Амфіном
Амфіно́м (дав.-гр. Ἀμφίνομος) — у давньогрецькій міфології один з женихів Пенелопи, родом з Дуліхія. Син Ніса.
Він часто утримував від буйства інших претендентів на руку Пенелопи і завжди захищав Телемаха, він же намагався переконати решту женихів не вбивати Телемаха після його повернення з Спарти. Коли Одіссей у вигляді убогого мандрівника провчив Іра, що надумався вигнати його з власного будинку, Амфіном підніс Одіссею кубок з вином і побажав, щоб боги знов послали йому багатство і щастя. Одіссей, бажаючи врятувати Амфінома, порадив йому піти додому, оскільки скоро повернеться чоловік Пенелопи і тоді загибель загрожує всім женихам, проте Амфіном не послухав поради і загинув під час розправи, яку влаштував над женихами Одіссей і Телемах (Амфіном був убитий Телемахом).
За однією з версій, Пенелопа була невірна Одіссею під час його тривалої відсутності, причому Амфіном спокусив Пенелопу, за що Одіссей убив її.